# المواصي (رفح)

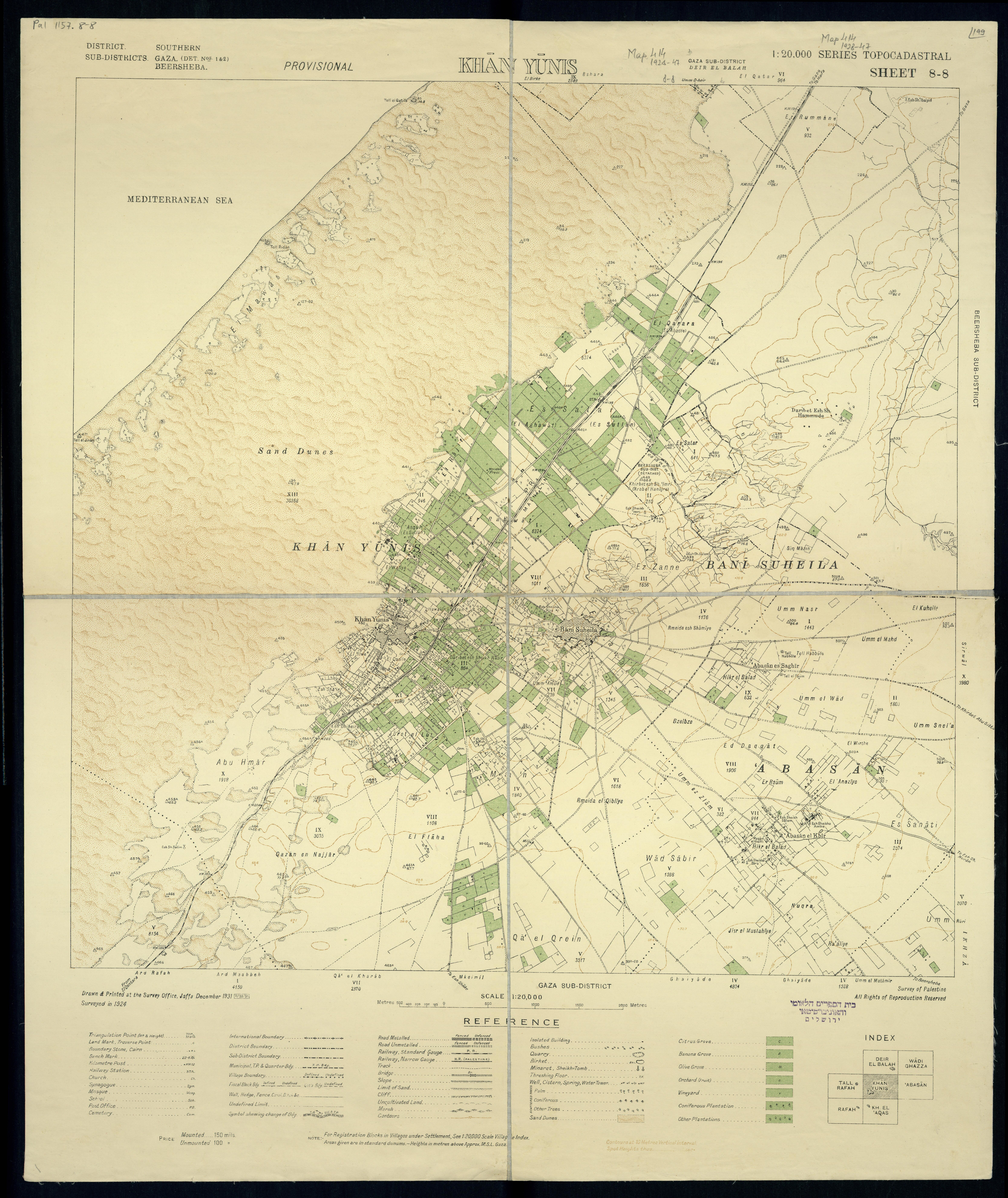
خرائط بمقياس 1:20,000 من مسح فلسطين - ثلاثينيات القرن العشرين

مواصي رفح هي منطقة سكنية فلسطينية تقع أقصى شمال غرب مدينة رفح جنوب قطاع غزة، تُدار بواسطة مجلس بلدي مدينة رفح.

## التاريخ
ظهر اسم المواصي لأول مرة إبان فترة الحكم العثماني لفلسطين. تأتي التسمية من استخراج المزارعين للمياه في المنطقة عبر حفر البرك ( برك امتصاصية) واستخدامها لري المزروعات حيث تُعد غنية بالمياه الجوفية.
وقعت بيد الجيش البريطاني، ودخلت مع باقي فلسطين تحت إدارة أراضي العدو المحتلة حتى مؤتمر سان ريمو الذي أقر الانتداب البريطاني على فلسطين عام 1920 عليها واستمر حتى عام 1948.
بعد حرب 1948، تبعت المنطقة لحكومة عموم فلسطين ثم احتلتها إسرائيل لفترة وجيزة بعد العدوان الثلاثي على مصر، ولاحقًا تبعت الإدارة المصرية لقطاع غزة بعد قرار حل الحكومة عام 1959.

### الاحتلال الإسرائيلي
وقعت تحت الاحتلال الإسرائيلي كباقي قطاع غزة بعد حرب 1967.
بدأت إسرائيل بناء المستوطنات في قطاع غزة، حيث أقامت مجمع مستوطنات غوش قطيف على أراضي المواصي، وصار الفلسطينيون مُحاطون بحوالي 14 مستوطنة.
بعد تأسيس السلطة الوطنية الفلسطينية عام 1994 نتيجةً لاتفاق السلام بين منظمة التحرير الفلسطينية وإسرائيل عام 1993، كانت إدارة المنطقة مشتركة بين الجانبين الفلسطيني والإسرائيلي، حيث تبعت المنطقة إداريًا إلى محافظة خان يونس، وأمنيًا لإسرائيل.
في عام 2005، أعلنت إسرائيل عن خطة فك الارتباط الأحادية الإسرائيلية، وفككت المستوطنات وانسحبت من المواصي وقطاع غزة.